# Vönöck
Vönöck es un pueblo ubicado en el distrito de Celldömölk, en el condado de Vas, Hungría.

## Superficie
Posee una superficie de 17,60 kilómetros cuadrados.

## Demografía
Hasta 2019 la población era de 699 habitantes, con una densidad de población de 39,72 habitantes por kilómetro cuadrado.